# Гарасімовіче
Гарасімовіче (пол. Harasimowicze) — село в Польщі, у гміні Домброва-Білостоцька Сокульського повіту Підляського воєводства.
Населення — 235 осіб (2011).
У 1975—1998 роках село належало до Білостоцького воєводства.

## Демографія
Демографічна структура станом на 31 березня 2011 року:
|          | Загалом | Допрацездатний вік | Працездатний вік | Постпрацездатний вік |
| -------- | ------- | ------------------ | ---------------- | -------------------- |
| Чоловіки | 118     | 21                 | 78               | 19                   |
| Жінки    | 117     | 27                 | 51               | 39                   |
| Разом    | 235     | 48                 | 129              | 58                   |